# سيليكون باور
شركة سيليكون باور للكمبيوتر والاتصالات (بالإنجليزية: Silicon Power Computer & Communications Incorporated)‏، التي يشار إليها عادةً باسم سيلكون باور وSP، علامة تجارية دولية ومصنعًا لمنتجات ذاكرة الفلاش في تايوان، بما في ذلك بطاقات الذاكرة المحمولة ومحركات أقراص USB المحمولة ومحركات الأقراص الثابتة المحمولة ووحدات DRAM وقارئات البطاقات ومحركات الأقراص الصلبة ومحولات USB ومنتجات الكمبيوتر الصناعية الأخرى.

## نظرة عامة

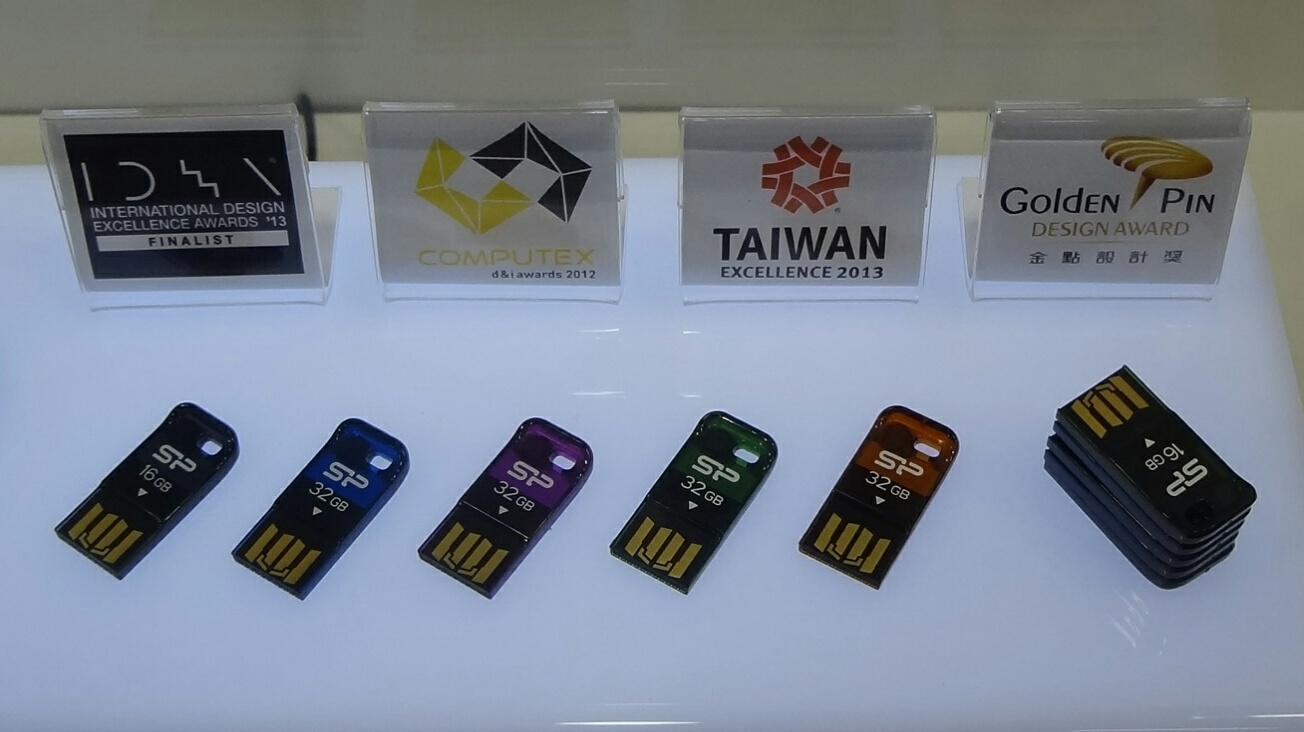
سيليكون باور تاتش T02

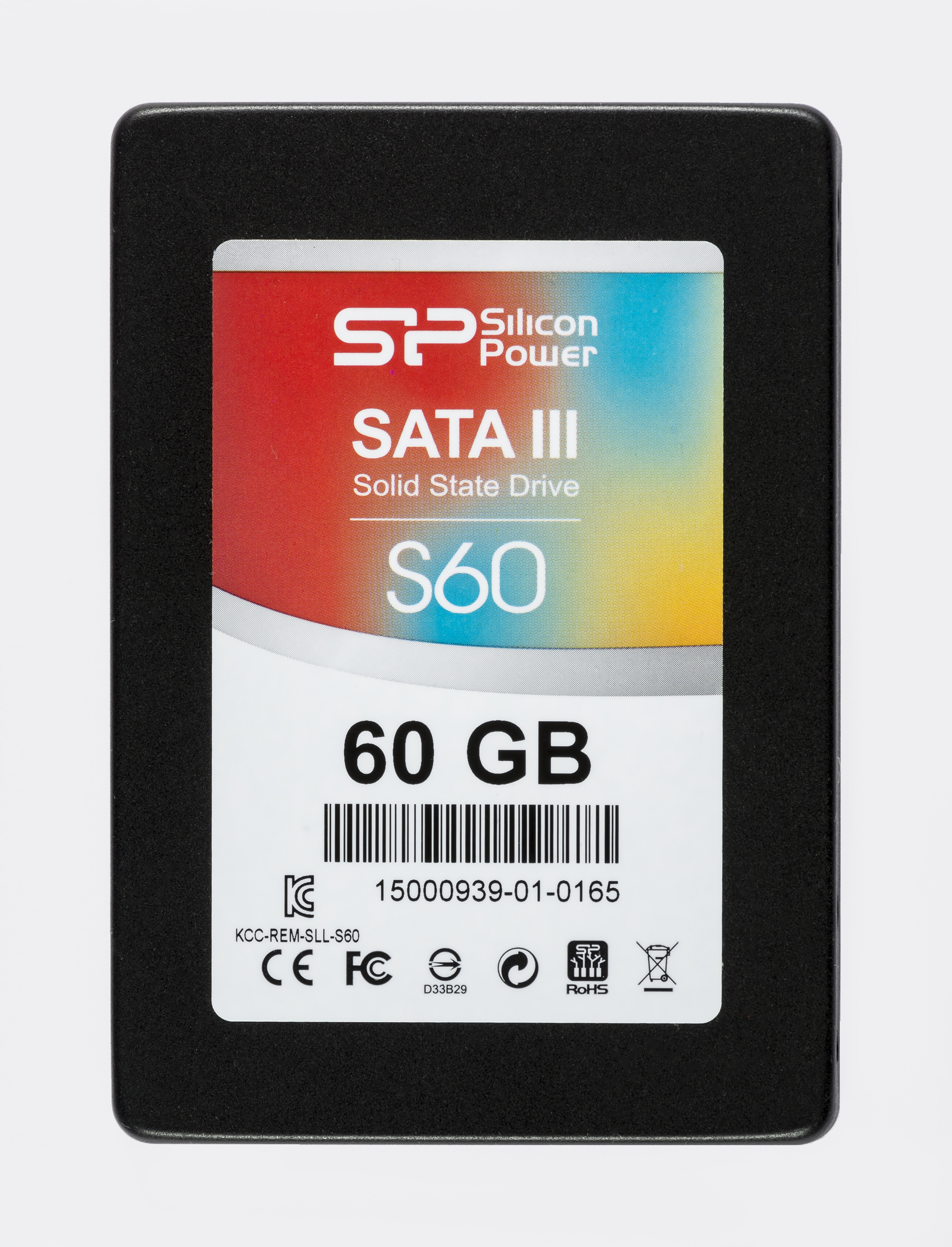
2015 Dysk SSD Silicon Power 60 GB (02)

يقع المقر الرئيسي لشركة سيلكون باور في منطقة Neihu في تايبيه، تايوان، وقد تم تأسيسها في عام 2003. تنتج سيلكون باور الذاكرة الرقمية.

## معلومات الشركات
تمتلك شركة سيلكون باور مكاتب في تايوان واليابان وهولندا والبلقان وروسيا والصين والهند والولايات المتحدة، بالإضافة إلى مرافق تصنيع في تايوان ومرافق لوجستية في تايوان وهولندا. في عام 2012، أصبحت شركة سيليكون باور شركة عامة في بورصة تايبيه.
في استطلاع أجرته مجلة Common Wealth عام 2010، احتلت سيلكون باور المرتبة 11 بين أفضل 1000 شركة مصنعة الأسرع نموًا في تايوان، والأولى في صناعة أشباه الموصلات.

## التاريخ
تأسست شركة سيلكون باور في منطقة Neihu في تايبيه، تايوان في عام 2003. في 2004-2008، تم افتتاح فروع في هولندا واليابان.[بحاجة لمصدر]